# Peter Poreku Dery
Peter Poreku kardinál Dery (10. května 1918 Ko – 6. března 2008 Tamale) byl ghanský římskokatolický kněz, arcibiskup z Tamale, kardinál.
Kněžské svěcení přijal 11. února 1951, V roce 1960 byl jmenovaný biskupem diecéze Wa, biskupské svěcení mu udělil 8. května téhož roku papež Jan XXIII. V listopadu 1974 přešel na biskupský stolec v Tamale, po povýšení Tamale na arcidiecézi v květnu 1977 získal hodnost arcibiskupa. Na řízení arcidiecéze rezignoval po dovršení kanonického věku v březnu 1994.
V únoru 2006 byl mezi patnácti kardinály, jejichž nominaci oznámil papež Benedikt XVI. Kardinálské insignie převzal při konzistoři 24. března téhož roku. Byl mezi nimi nejstarší a vzhledem ke svému věku neměl nikdy právo účasti v konkláve.
Roku 2013 započal jeho beatifikační proces, čímž obdržel titul služebník Boží.

## Vyznamenání
- člen Řádu ghanské hvězdy – Ghana, 2006[1]